# Dedinka
Dedinka (in ungherese Fajkürt) è un comune della Slovacchia facente parte del distretto di Nové Zámky, nella regione di Nitra.